# Victor de Broglie
Achille Léonce Victor Charles, tercer duque de Broglie, normalmente conocido como Victor de Broglie (pronunciación en francés: /vik.tɔʁ.də.bʁœj/ ; 28 de noviembre de 1785 - 25 de enero de 1870) fue un político y diplomático francés, perteneciente a la Casa de Broglie, originaria del Piamonte. Fue presidente del Consejo (primer ministro de Francia) en dos ocasiones, durante la monarquía de Luis Felipe de Orleans. En política, se encontraba próximo al liberalismo doctrinario que fueron absorbidos bajo el reinado de Luis Felipe por los orleanistas y que se oponían a los ultrarrealistas.

## Biografía
Victor de Broglie nació en París el 28 de noviembre de 1785, era el hijo más pequeño y único varón de Charles Louis Victor, príncipe de Broglie y nieto de Victor-François de Broglie, segundo duque de Broglie. Durante el periodo revolucionario de El Terror, su abuelo huyó fuera de Francia, mientras que sus padres fueron encarcelados, posteriormente su padre fue guillotinado en 1794 y su madre la ex condesa Sophie de Rosen (París 10 de marzo de 1764 - ibídem 31 de octubre de 1828) logró escapar a Suiza, donde permaneció hasta la caída de Robespierre. La familia regresó a París y su madre contrajo de nuevo matrimonio, en 1796, con Marc-René-Voyer de Paulmy, marqués d'Argenson, nieto del que fue ministro de la Guerra con Luis XV. A la muerte de su abuelo en 1804, se convirtió en el tercer duque de Broglie.
Bajo el cuidado de su padrastro, el joven duque recibió una esmerada educación liberal e hizo su entrada en la sociedad aristocrática y literaria de París durante el Primer Imperio francés. El 15 de febrero de 1816 contrajo matrimonio, en Livorno con Albertine de Staël, baronesa Staël von Holstein, hija de Madame de Staël y Erik Magnus Staël von Holstein. El matrimoni tuvo cuatro hijos:
- Pauline (1817-1831).
- Louise (1818-1882), condesa de d'Haussonville, casada con Joseph d’Haussonville.
- Albert (1821-1901), 4.º duque de Broglie.
- Auguste-Théodore-Paul (1834-1895), abate, profesor de Apologética.

### Carrera política
En 1809, Broglie fue nombrado miembro del Consejo de Estado, que presidía Napoleón Bonaparte. Fue enviado por el emperador como agregado diplomático a distintos países. A pesar de que nunca estuvo en sintonía con los principios del Imperio, se dio cuenta del peligro que suponía para Francia la llegada al poder de las violentas fuerzas reaccionarias. Con Decazes y Richelieu, entendió que la única esperanza de un futuro estable para Francia se encontraba en una reconciliación entre la Restauración borbónica con la Revolución Francesa. 
En junio de 1814, tras la Restauración borbónica, recibió la propuesta de Luis XVIII para incorpoarse a la Cámara de los Pares. De su paso por esta Cámara, destaca su defensa del mariscal Ney, en el juicio que se llevó a cabo en su contra, en 1815, por su actuación durante los denominados Cien Días, siendo el único de los pares de la Cámara que solicitó y votó por la libre absolución del mariscal. Después de haber contraído matrimonio en Lucerna, regresó a París a finales de 1816.
A partir de 1821, los gobiernos estuvieron dominados por los ultrarrealistas, que provocaron un descontento creciente entre los monárquicos moderados y entre la burguesía liberal, y un repunte de las posturas republicanas. Broglie se identificó con los doctrinarios.
En la Revolución de julio de 1830, no participó en las intrigas que llevaron a Luis Felipe al trono; Cumplida la revolución, sin embargo, se mostró dispuesto a colaborar con el nuevo régimen y el 9 de agosto de 1830 asumió el cargo en el nuevo gobierno como Presidente del Consejo y Ministro de Educación. Como había previsto, el ejercicio de este gobierno fue de corta duración y el 2 de noviembre cesó en sus cargos. En octubre de 1832, entra de nuevo en el gobierno como ministro de asuntos exteriores.